# Сажко, Сергей Николаевич
Сажко Сергей Николаевич  (род. 19 июля 1969 год, Украинская ССР, СССР) — украинский политик, экс-глава города Курахово, Донецкой области. Народный депутат Украины VIII созыва.

## Биография
Родился 19 июля 1969 года, в село Анновка, Марьинский район, Донецкая область, в семье сельских тружеников.
1985 год — работал трактористом в колхозе «Советская Украина» села Успеновка Марьинского района.
1987—1989 года проходил военную службу в Республике Афганистан. Участник боевых действий.
1989—1993 год — слесарь-формовщик.
1994—2009 — Кураховская ТЭС, машинист энергоблока, начальника цеха тепловых подземных коммуникаций и гидросооружений.
1995—1999 годы — окончил Кураховский филиал Приднепровского энергостроительного техникума.
2001—2005 годы — окончил Донецкий национальный технический университет, по специальности инженер-теплотехник.
2009 год — назначен заместителем главы города Курахово, заместитель руководителя Донецкого отделения ассоциации городов Украины по малым городам.
2010—2014 год — глава города Курахово.
2013—2016 годы — окончил Национальнаю академию государственного управления при Президенте Украины по специальности «Государственное управление».
27 ноября 2014 год — Дата приобретения депутатских полномочий. Член депутатской фракции Политической партии «Оппозиционный блок» в Верховной раде Украины восьмого созыва.
25 декабря 2018 года включён в список украинских физических лиц, против которых российским правительством введены санкции.

## Семья
Женат, двое детей.

## Награды
Награждён двумя медалями за выполнение интернационального долга в республике Афганистане.